# プー2 あくまのくまさんとじゃあくななかまたち
『プー2 あくまのくまさんとじゃあくななかまたち』（原題：Winnie-the-Pooh: Blood and Honey 2）は、2024年に制作されたイギリスのアトラクション・ホラー映画。R15+指定。
キャッチコピーは「さあ、みんなでしゅっぱつだ!」。

## 概要
パブリックドメインとなった児童小説のホラー企画である、ザ・ツイステッド・チャイルドフッド・ユニバース（プーニバース）プロジェクトの2作目であり、『プー あくまのくまさん』の続編。
2024年1月にパブリックドメイン化されたティガーとオウルが加わったほか、『グッバイ・クリストファー・ロビン』にも登場するクリストファーの弟ビリー・ムーンが登場し、呪われたプー出生の秘密に迫る一作となっている。
前作からキャストが総替えとなり、本作の重要人物となる誘拐犯・キャヴンディッシュをサイモン・キャロウが担当した。

## キャスト
※括弧内は日本語吹替
クリストファー・ロビン
演 - スコット・チェンバース（鈴木崚汰）
レクシー
演 - タルーラ・エヴァンズ
プー
演 - ライアン・オリバー（かぬか光明）
ティガー
演 - ルイス・サンテール（阿部竜一）
ピグレット
演 - エディー・マッケンジー（相馬康一）
オウル
演 - マーカス・マッセイ（藤井雄太）
幼い頃のプー
演 - ピーター・デソウザ＝フェイオニー
キャヴンディッシュ
演 - サイモン・キャロウ（相馬康一）
アラン・ロビン
演 - アレック・ニューマン
バニー・ロビン
演 - テア・エヴァンス
ダフネ・ロビン
演 - ニコラ・ライト
メアリー・ダーリング
演 - テリーサ・バーナム

## 公開
北米では、2024年3月26日から3日間限定で劇場公開された。日本では2024年8月9日より劇場公開。

## 評価
映画評論サイトのRotten Tomatoesによると、記録的な低評価だった前作とは違い、今作では100%の批評家スコアを獲得したと報じられた。
ウォーターフィールド監督は、ホラー映画情報サイト「cowai」との単独インタビューの中で、予算が前作の予算2万ポンド(約370万円)から一気に30万ポンド(約5,500万円)になったことについて、「その多くを特殊メイクに使いました。やっぱりホラー・ファンが期待するのは「どれだけ人が死ぬか」「どれだけ血が出るか」、そして「クリーチャーのデザイン」だと思うので。」と明かした。その上で、「ティガーが倉庫で人を殺すシーンなんて、二日間の撮影で10人を殺さなきゃいけなかった(笑)。血が噴き出たり、内臓がはみ出たりとか、そういう特殊メイクを次から次へ作って、ひたすら撮らなきゃいけない。死に物狂いだったけど、それだけのやった価値はあったかな。パーティーのシーンはもっと大変だったけどね。」と撮影が過酷だったことについても語られている。
後年公開される『シン・デレラ』の字幕監修を手掛ける"人喰いツイッタラー"こと人間食べ食べカエルでは「だいぶ予算が増えたらしい。前作と比べ物にならないくらい鮮血と臓物が飛び散る！お金はゴアに全注ぎ！これが正しい使い道！！死者数だけなら今年圧勝！超進化したド級の惨劇を目に焼き付けよう！！」など、ホラー界を中心に多数の著名人が本作に対する批評を頂いている。

## 映像ソフト
2024年12月4日にアルバトロスよりBlu-ray並びにDVDが発売された。前作に続いて日本語吹替版が収録されており、プー役のかぬか光明、ピグレット役の相馬康一は前作から続投し、相馬は本作では誘拐犯役サイモン・キャロウの吹替を兼務した。ほか、ティガー役に阿部竜一、オウル役に藤井雄太が起用された。